# インタワローロットスリヤウォン
インタワローロットスリヤウォンはタイ王国のチエンマイ県にあったチエンマイ王朝の第8代目の君主である。7代目の君主インタウィチャヤーノン大公と最初の妻リンカム・ナ・ラムプーンの息子。先代の治世に、チエンマイの主権がタイ中央政府によって剥奪されたため、実際は政治を行わなかったが、年間に20万バーツ（現在の金2.5キログラムに相当する）の年金を受け取っていたという。彼は父親のような大公ではなく、ただ公の称号授与される。

## 関連記事
- タイ君主一覧